# Gintungreja
Gintungreja is een bestuurslaag in het regentschap Cilacap van de provincie Midden-Java, Indonesië. Gintungreja telt 5405 inwoners (volkstelling 2010).